# Герб Сконе
Герб Сконе (швед. Skånes vapen) — символ исторической провинции (ландскапа) Сконе, Швеция. Также используется как элемент герба современного административно-территориального образования лена Сконе.

## История
Герб Сконе был разработан в 1660 году для представления недавно включенной в состав Швеции новой провинции на похоронах короля Карла Х Густава. После пересмотра герба в 1939 году окраска короны определена как синяя.

## Описание (блазон)
В золотом поле оторваная червлёная голова грифона с лазоревым языком, увенчанная лазоревой короной.

## Содержание
Герб Сконе разработан на основе герба города Мальмё (серебряное поле заменено на золотое).
Герб ландскапа может увенчиваться герцогской короной.

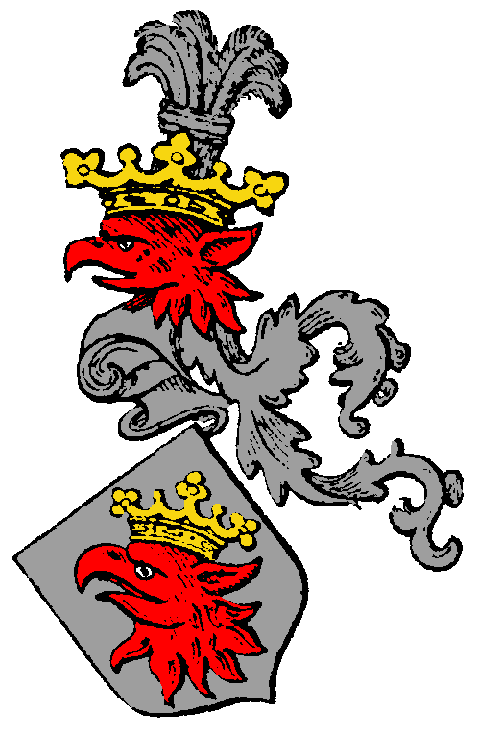
Герб города Мальме
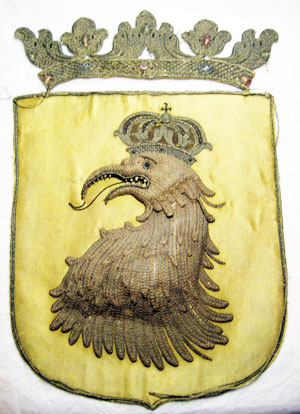
Герб Сконе на надгробии Карла Х Густава 1660 г.
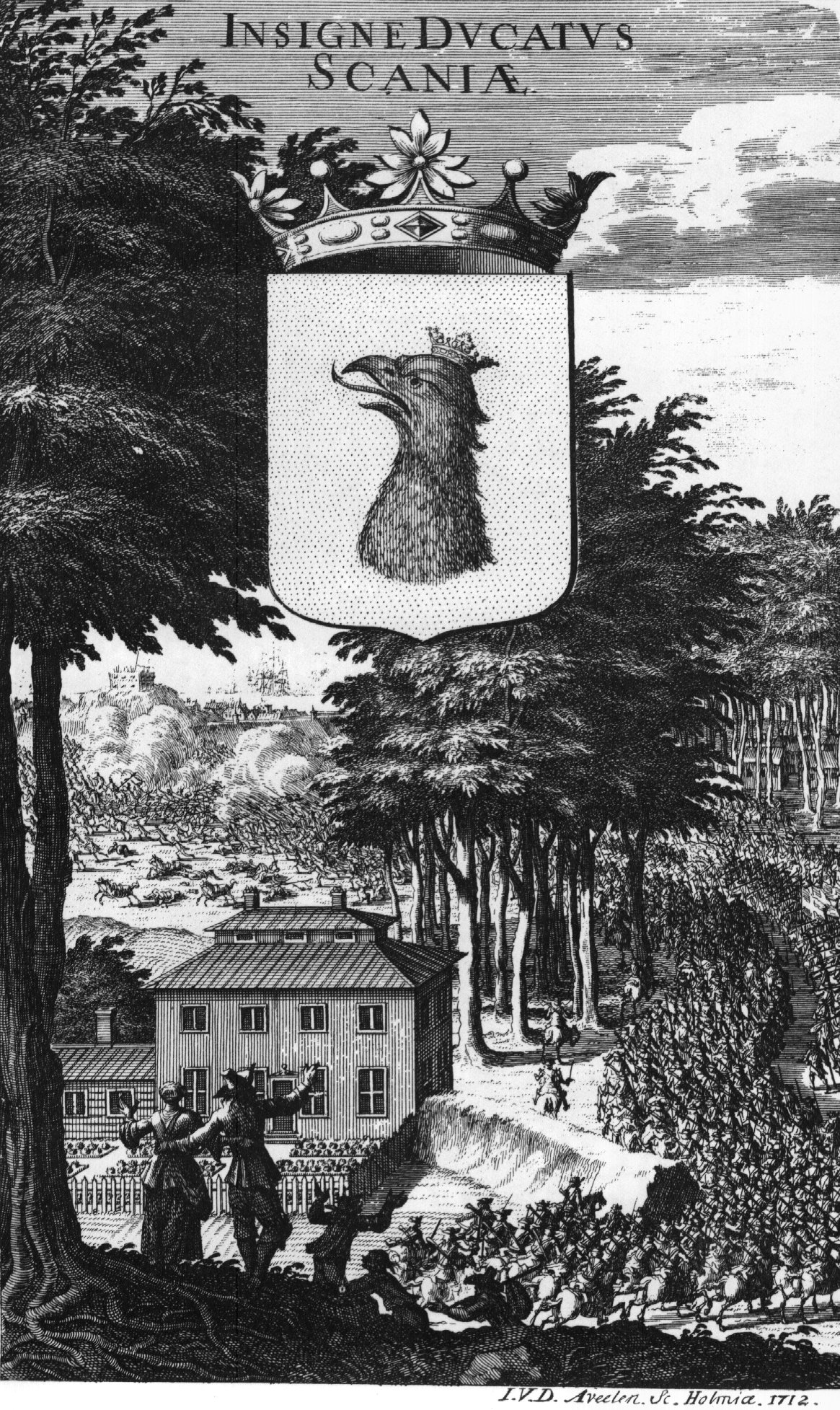
Герб Сконе на гравюре 1712 г.
Герб ландскапа с герцогской короной